# 이경욱
이경욱(1985년 6월 13일 ~ )은 대한민국의 배우다.

## 출연 작품

### 방송
- 개그야 (MBC)

### 드라마
- 배드 앤 크레이지 (tvN) - 심상호 역

### 영화
- 《낭만 캠퍼스》 (2023년) - 경욱 역